# Броварське вище училище фізичної культури
Броварське вище училище фізичної культури — вищий навчальний заклад І рівня акредитації, що розташований в місцевості Оболонь, в Броварах, Київської області. Створена в серпні 1983 року, як школа-інтернат, спортивного профілю, з контингентом 281 учнів.

## Історія
- 1983 року створено школу-інтернат, спортивного профілю;
- 1986 року школу-інтернат переводять на 12-річний термін навчання;
- 1989 року навчальний заклад перейменовано в училище олімпійського резерву;
- 1992 року навчальний заклад набуває статусу, вищого училища фізичної культури, першого рівня акредитації;
- 1998 року, на базі БВУФК створено комунальний заклад Київської обласної ради «Київський обласний спортивний фаховий коледж» (КЗ КОР «КОСФК»)[2];
- 2003 року, спільно з переяславським, університетом Григорія Сковороди, створюється навчально-виховний комплекс, що дозволяє випускникам БВУФК продовжувати навчання на другому курсі університету[1].

## Сьогодення
Сьогодні в училищі навчається 370 вихованців. Основними видами спорту, на яких спеціалізується навчальний заклад є: бокс, вільна боротьба, велоспорт, гандбол, легка атлетика, лижні гонки, плавання, футбол та хокей. БВУФК має власну спортивну базу майже з усіх видів спорту, які практикуються в училищі. Є легкоатлетичні стадіон і манеж, спеціалізовані зали для боксу і боротьби, два зали для занять гандболом, футбольне поле, велобаза, 3 спортивні майданчики, 3 реабілітаційні центри, 2 тренажерні зали. Басейн олімпійського стандарту, знаходиться навпроти училища, і орендується для занять вихованців БВУФК. 16 викладачів училища, удостоєні звання заслужений тренер України.

## Відомі випускники
За роки своєї діяльності, броварське вище училище фізичної культури, виховало цілу плеяду, уславлених спортсменів. Понад 40 вихованців училища були учасниками олімпійських ігор:
| Персона             | Вид спорту            |
| ------------------- | --------------------- |
| Володимир Кличко    | Бокс                  |
| Сергій Дзиндзирук   | Бокс                  |
| Юрій Нужненко       | Бокс                  |
| Віктор Постол       | Бокс                  |
| Арам Фаніян         | Бокс                  |
| Олег Лісогор        | Плавання              |
| Сергій Бреус        | Плавання              |
| Сергій Матвєєв      | Велосипедний спорт    |
| Сергій Чернявський  | Велосипедний спорт    |
| Наталія Лукович     | Гандбол               |
| Наталія Ляпіна      | Гандбол               |
| Олена Радченко      | Гандбол               |
| Сергій Гринь        | Академічне веслування |
| Аліна Грушина       | Вільна боротьба       |
| Аліна Харченко      | Вільна боротьба       |
| Карина Колесник     | Сумо                  |
| Аліна Шух           | Багатоборство         |
| Олександра Кононова | Біатлон               |